# Accuracy International
Accuracy International LTD je orožarsko podjetje iz Združenega kraljestva, ustanovljeno leta 1978 s sedežem v Portsmouthu (Hampshire). Podjetje je ustanovil britanski olimpijski zmagovalec v streljanju Malcolm Cooper (1947-2001).
V zadnjih letih se je podjetje specializiralo za izdelavo visoko preciznih ostrostrelnih pušk, njihove puške pa so danes prisotne v mnogih vojskah in policijah po svetu. Policijske izvedbe pušk so vedno pobarvane črno, vojaške pa zeleno, da potencialni kupec že na prvi pogled ve, za kakšno rabo je puška namenjena.
Leta 2005 je šlo podjetje sicer v stečaj, z odkupom podjetja s strani britanskega konzorcija, pa je kmalu spet začelo poslovati.

## Proizvodi
- Accuracy International Arctic Warfare
- Accuracy International AE
- Accuracy International AS50
- Accuracy International AW-50
- Accuracy International AWP
- Accuracy International AWM
- Accuracy International AWS
- Accuracy International CismMaster
- Accuracy International PalmaMaster